# Klatovy
Klatovy (německy Klattau, latinsky Clattovia, Glattovia) jsou město v okrese Klatovy v Plzeňském kraji, 40 km jižně od Plzně. Protéká jím Drnový potok, který se vlévá za městem do Úhlavy. Pošumavské město založil král Přemysl Otakar II. okolo roku 1260. Žije zde přibližně 23 tisíc obyvatel, a je tak druhým největším městem v kraji. Město je někdy také nazývané „brána Šumavy“.

## Historie
Před založením města stála na sever od dnešního městského centra trhová osada (první písemná zmínka 1253), jejíž název pocházel nejspíš ze slova „kláty“ (= pařezy, špalky). Město stejného jména bylo založeno jako královská fundace a osídleno německými kolonisty někdy před rokem 1288. První zmínka o Klatovech jako městě se nachází v listině krále Václava o záhubě klatovských měšťanů při velkém ohni v roce 1288. Další dochovaný pramen zmiňující město Klatovy je zakládací listina špitálu sv. Ducha od Konráda z Pomuka, měšťana klatovského, z roku 1289. Klatovský historik Jindřich Vančura o založení říká: „Jistě nepochybíme, domníváme-li se, že se tak událo ve stejné době kolem roku 1260.“ Ale v tomto případě se výslovně jedná pouze o dohad. Patrně starší než výše uvedená data je zmínka z tzv. formuláře Jindřicha Italika (Vlacha), která je však nedatovaná a Vančura jen zpětně dedukoval její vznik do roku 1277 (resp. 1276). O spolehlivosti tohoto pramene se však vede diskuze. Město mělo už v době založení velké čtvercové náměstí, pravidelný šachovnicový půdorys a hradby vybudované ve 13. a 14. století.

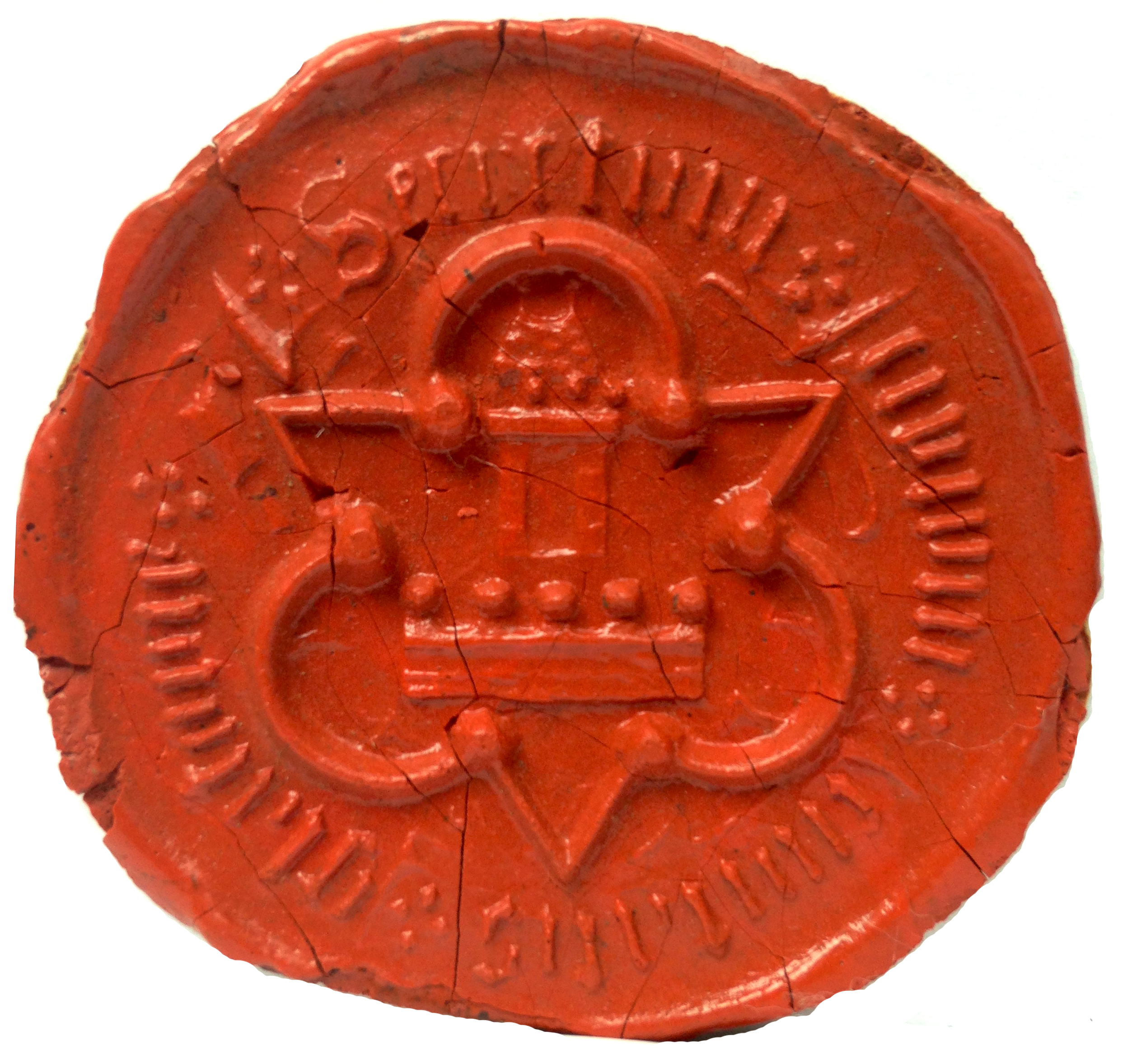
Stará pečeť města Klatov ~ 1580 s motivem věže a zřejmě také hradeb města

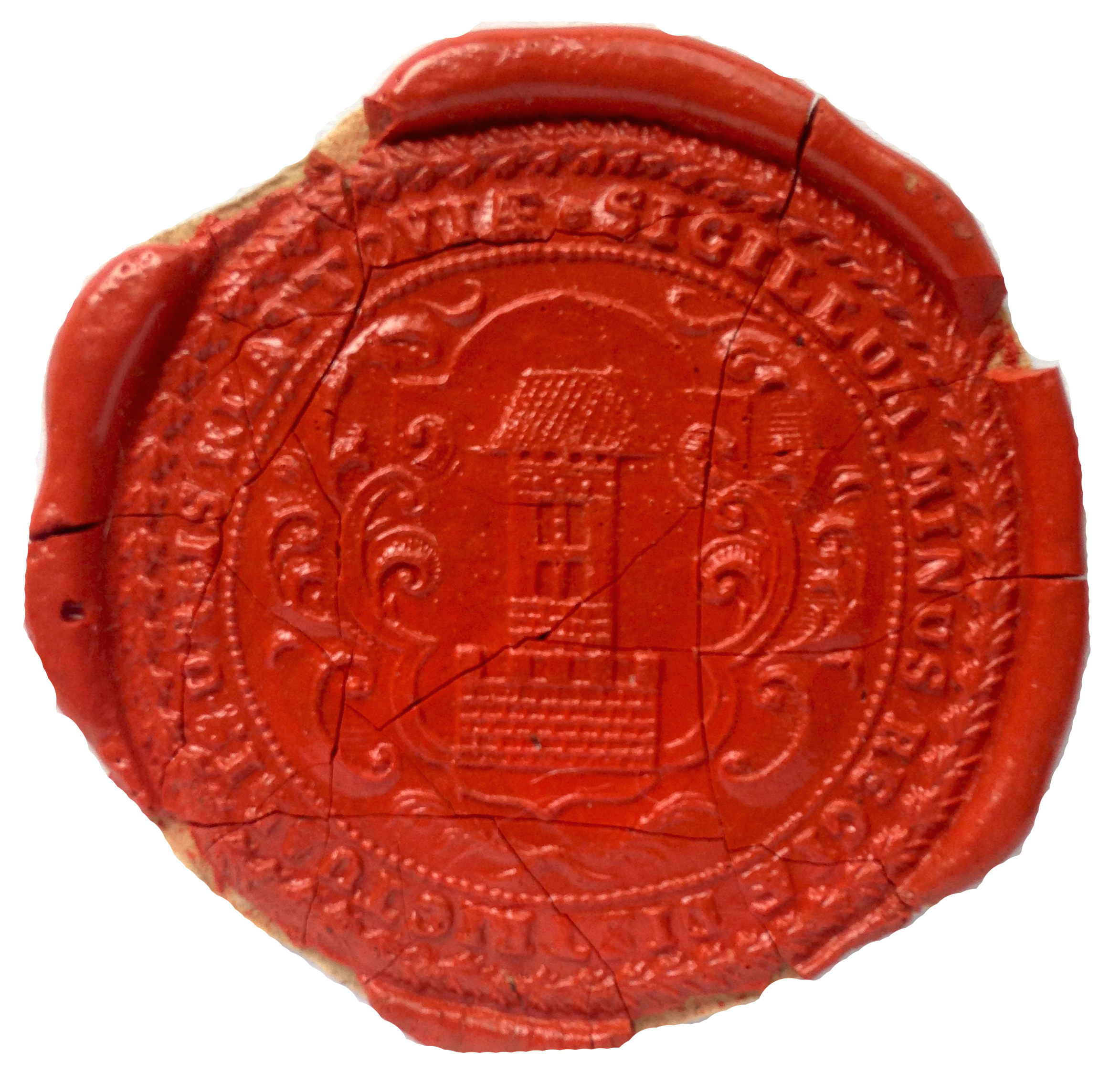
Městská pečeť z doby okolo roku 1790 s motivem Černé věže

Velký rozkvět zažilo za vlády Lucemburků, kdy získalo různá práva, např. právo mílové, právo užívání příjmů z pozemků a právo výročního trhu. Zprvu obyvatelstvo Klatov tvořili převážně Němci, ale postupně se město zalidňovalo českým obyvatelstvem. V husitských dobách bylo město husitské. Po bitvě u Lipan stálo při králi Jiřím z Poděbrad a roku 1467 se klatovští postavili s českým vojskem proti bavorské křížové výpravě v bitvě u Nýrska. Město dále rozkvétalo, v roce 1547 bylo dokonce uváděno jako sedmé nejbohatší město v Čechách. V roce 1547 se začala také stavět Černá a Bílá věž, renesanční radnice, farní chrám a nové městské domky.
Po bitvě na Bílé hoře začalo špatné období i pro Klatovy – vpády vojsk za třicetileté války, požáry, konfiskace jmění, násilné pokatoličtění. Toto období skončilo příchodem jezuitů v roce 1636. Ti ve středu města postavili barokní kostel a řádovou kolej se seminářem. Nový rozkvět města začal v roce 1685, kdy se Klatovy staly díky obrazu Panny Marie Klatovské poutním místem. V roce 1689 založili francouzští žháři požár, který zničil prakticky všechny pozdně gotické a renesanční památky. Od roku 1751 do roku 1849 byly Klatovy krajským městem, později jen okresním. Roku 1812 Klatovy navštívil císař František II. (jednalo se již o třetí návštěvu panovníka v historii města po Ferdinandovi III. v roce 1647 a Karlu VI. v roce 1711).
Od první poloviny 19. století se v Klatovech začal rozvíjet textilní průmysl – první manufaktury přádelnické a plátenické výroby. V roce 1813 se podařilo místním pěstitelům vyšlechtit z drobných francouzských karafiátů „klatovské karafiáty“. Tyto květiny pak reprezentovaly Klatovy na mnoha světových výstavách, a to i úspěšně. Dne 6. října 1876 byl zahájen provoz na železniční trati Plzeň–Klatovy (dnes trať 183). Nádraží bylo vybudováno v polích pod Klatovskou hůrkou, dva kilometry severozápadně od centra města. Díky železnici se město v 19. a 20. století nadále rozvíjelo, v roce 1898 mělo 12 764 obyvatel, z toho 248 Němců.
Počátkem 20. století byly vystavěn okresní úřad, muzeum, záložna, nemocnice, sokolovna, elektrárna aj. Ve čtvrtek 3. května 1923 navštívil město oficiálně prezident Československé republiky T. G. Masaryk.
Za druhé světové války byly Klatovy zbaveny svého přirozeného správního území, když byly velké části Šumavy připojeny k Říši (hranice vedla mezi městy Janovice nad Úhlavou a Nýrsko, a jižně od Sušice). V té době byly Klatovy centrem odbojového hnutí, které bylo v době heydrichiády tvrdě potlačeno popravou 73 vlastenců v Lubském lese. V roce 1945 byly některé části města těžce poškozeny bombardováním – zcela zničena byla např. budova nádraží. Město bylo osvobozeno 5. května 1945 americkou armádou.
Po druhé světové válce a nástupu komunismu došlo k masivní výstavbě nových průmyslových závodů i obytných celků. Správní reformou z roku 1960 se Klatovy staly centrem rozlehlého okresu, který nově zahrnul také Sušici, Horažďovice a oblasti Šumavy od Nýrska až po Modravu. Postupně byly do obvodu městského národního výboru integrovány okolní obce jako Luby, Štěpánovice nebo Střeziměř. Nová sídlištní výstavba pronikla i do blízkosti centra města.
S návratem demokracie po roce 1989 se začala věnovat větší pozornost městským památkám a dochází k jejich rekonstrukci, což se kladně podepsalo na tváři města. Postupně zanikly některé průmyslové podniky (např. Škoda Klatovy v roce 2007). Na okraji města byly postaveny nové autosalony, čerpací stanice a hypermarket.

## Obyvatelstvo
Podle sčítání 1921 zde žilo v 916 domech 13 842 obyvatel, z nichž bylo 7 055 žen. 13 444 obyvatel se hlásilo k československé národnosti, 182 k německé a 51 k židovské. Žilo zde 11 666 římských katolíků, 176 evangelíků, 468 příslušníků Církve československé husitské a 416 židů. Podle sčítání 1930 zde žilo v 1 125 domech 14 089 obyvatel. 13 442 obyvatel se hlásilo k československé národnosti a 447 k německé. Žilo zde 10 739 římských katolíků, 268 evangelíků, 1 456 příslušníků Církve československé husitské a 344 židů.
Z hlediska národnostního složení tvořily v roce 2001 96,3 % obyvatel osoby národnosti české. Nad 100 příslušníků měla potom již jenom národnost slovenská – 311 obyvatel, tj. cca 1,4 %. Z celkového počtu obyvatel bylo 30,8 % věřících, z toho 88,8 % katolíků, 2,4 % členů Církve československé husitské a 1,0 % evangelíků. Ostatní církve měly zastoupení pod 1 % věřících občanů.
V roce 2001 tvořily děti do 15 let 14,99 % obyvatel města (tehdy to byly ročníky 1986–2001). Podle nejnovějších dat dnes tato skupina tvoří již jenom 13,73 % obyvatel (ročníky 1992–2007). Nezaměstnanost se v období let 2001–2007 v podstatě nezměnila. V roce 2001 dosahovala 5,1 %, koncem června 2007 5,0 %.
| Rok            | 1869   | 1880   | 1890   | 1900   | 1910   | 1921   | 1930   | 1950   | 1961   | 1970   | 1980   | 1991   | 2001   | 2011   | 2021   |
| -------------- | ------ | ------ | ------ | ------ | ------ | ------ | ------ | ------ | ------ | ------ | ------ | ------ | ------ | ------ | ------ |
| Počet obyvatel | 11 964 | 14 059 | 14 754 | 16 960 | 18 620 | 18 085 | 18 221 | 17 213 | 17 294 | 19 087 | 21 744 | 23 098 | 23 033 | 22 133 | 21 579 |
| Počet domů     | 1 206  | 1 293  | 1 339  | 1 381  | 1 438  | 1 544  | 1 868  | 2 210  | 2 241  | 2 367  | 2 570  | 3 006  | 3 099  | 3 365  | 3 584  |

Věková struktura obyvatel obce Klatovy roku 2011
Rodinný stav obyvatel obce Klatovy roku 2011
Vzdělání obyvatel obce Klatovy roku 2011

## Obecní správa

### Členění města

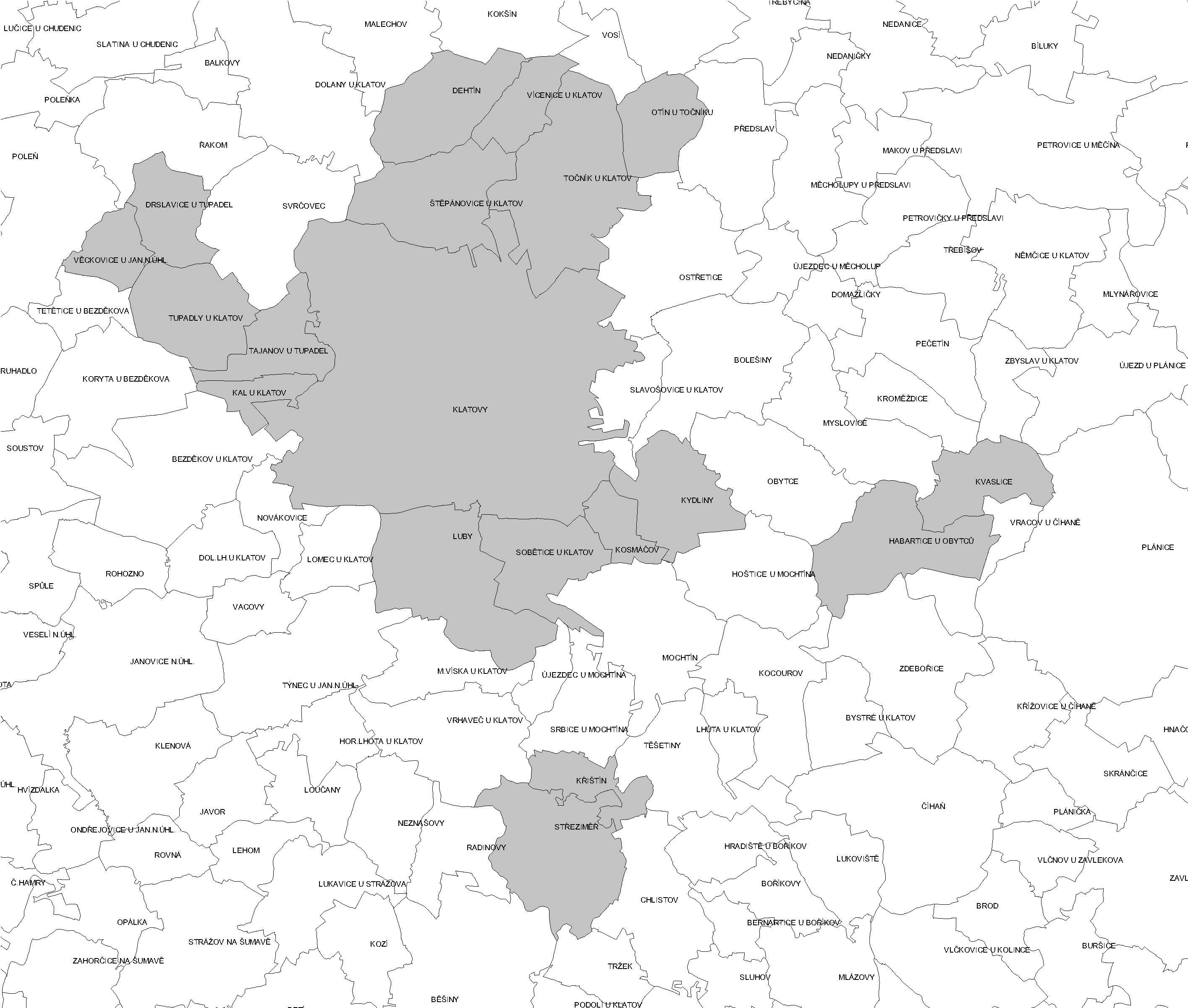
Katastrální území Klatov

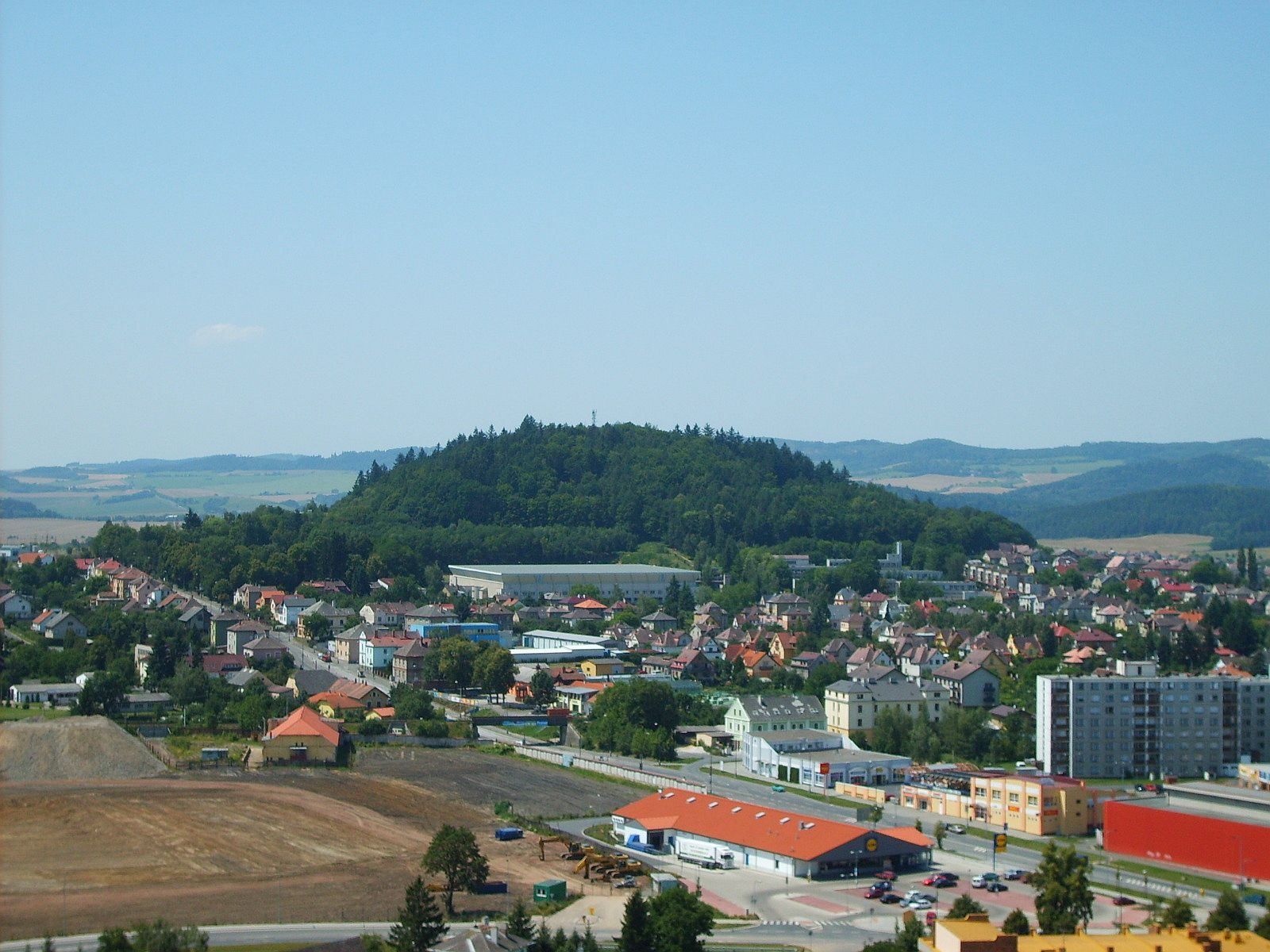
Klatovská hůrka (498 m) je dominantou západní části města. Velká vybagrovaná plocha v popředí snímku je prostor zbouraného závodu Škoda, na kterém již dnes stojí nákupní centrum.

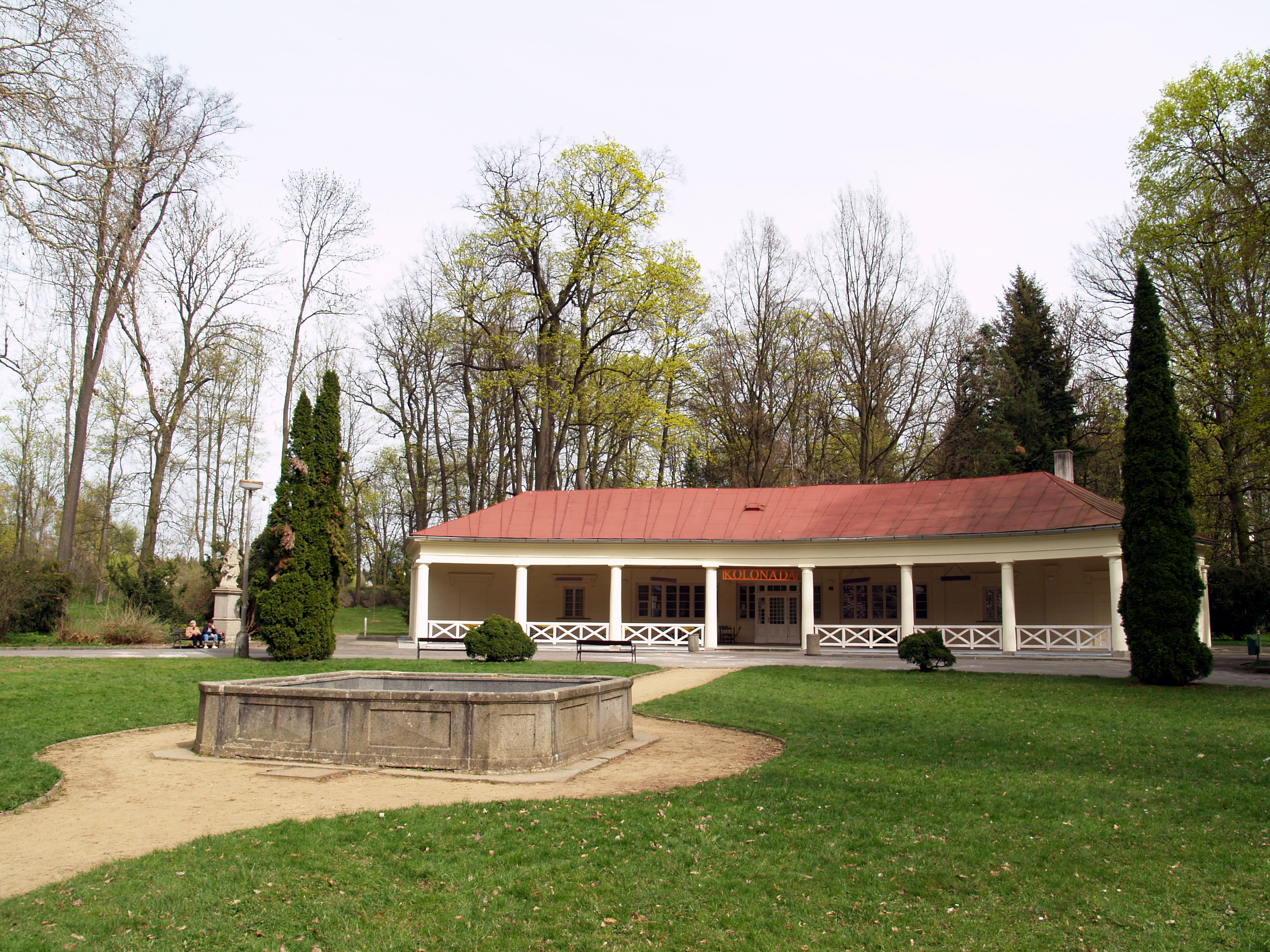
Kolonáda v parku

V současnosti se Klatovy skládají ze třiceti místních částí v devatenácti katastrálních územích. Dříve byly součástí města i dnes samostatné obce Chlistov a Obytce. Území města není souvislé, dvě dvojice katastrálních území (s dvěma trojicemi evidenčních částí obce) tvoří dvě exklávy města.
Hlavní část města:
- k. ú. Klatovy – části Klatovy I (historické jádro), Klatovy II (Pražské Předměstí, severně od centra), Klatovy III (Domažlické Předměstí, severozápadně až západně od centra), Klatovy IV (Lubské Předměstí, jižně od centra), Klatovy V (Plánické Předměstí, úzký pás západně od centra), Beňovy (jihozápadní roh katastrálního území), Čínov a Lažánky (jihovýchodní roh katastrálního území, Chaloupky a Pihovice (v severovýchodním rohu katastrálního území)

Skupina vesnic v severní části města:
- k. ú. Štěpánovice u Klatov – část Štěpánovice
- k. ú. Dehtín – část Dehtín
- k. ú. Vícenice u Klatov – část Vícenice
- k. ú. Točník u Klatov – část Točník
- k. ú. Otín u Točníku – část Otín

Skupina vesnic v jihovýchodní části města:
- k. ú. Kydliny – část Kydliny
- k. ú. Kosmáčov – část Kosmáčov
- k. ú. Sobětice u Klatov – část Sobětice
- k. ú. Luby – část Luby

Skupina vesnic v severovýchodní části a výběžku území města:
- k. ú. Kal u Klatov – část Kal
- k. ú. Tajanov u Tupadel – část Tajanov
- k. ú. Tupadly u Klatov – část Tupadly
- k. ú. Věckovice u Janovic nad Úhlavou – část Věckovice
- k. ú. Drslavice u Tupadel – část Drslavice

Exkláva východně od hlavní části města (oddělená mj. obcí Obytce, bývalou částí města):
- k. ú. Habartice u Obytců – část Habartice
- k. ú. Kvaslice – části Kvaslice, Vítkovice

Exkláva jihojihovýchodně od hlavní části města, oddělená obcemi Mochtín a Vrhaveč:
- k. ú. Střeziměř – části Dobrá Voda, Střeziměř
- k. ú. Křištín – část Křištín

Nejlidnatějšími místními částmi jsou (kromě klatovských čtvrtí) Luby, Sobětice, Štěpánovice, Tajanov a Točník. Nejvyšší bod celého klatovského katastru se nachází nad místní částí Dobrá Voda jižně od města. Je jím vrchol Boudovka s nadmořskou výškou 729 metrů. Nachází se přibližně na rozmezí Šumavského podhůří a vlastní Šumavy. Místními částmi Beňovy, Kal a Tajanov protéká řeka Úhlava. Na jejím břehu je v Beňovech kemp Sluneční mlýn. Železniční zastávky mají místní části Točník a Dehtín (na trati 183) a Luby (na trati 185).

### Správní území

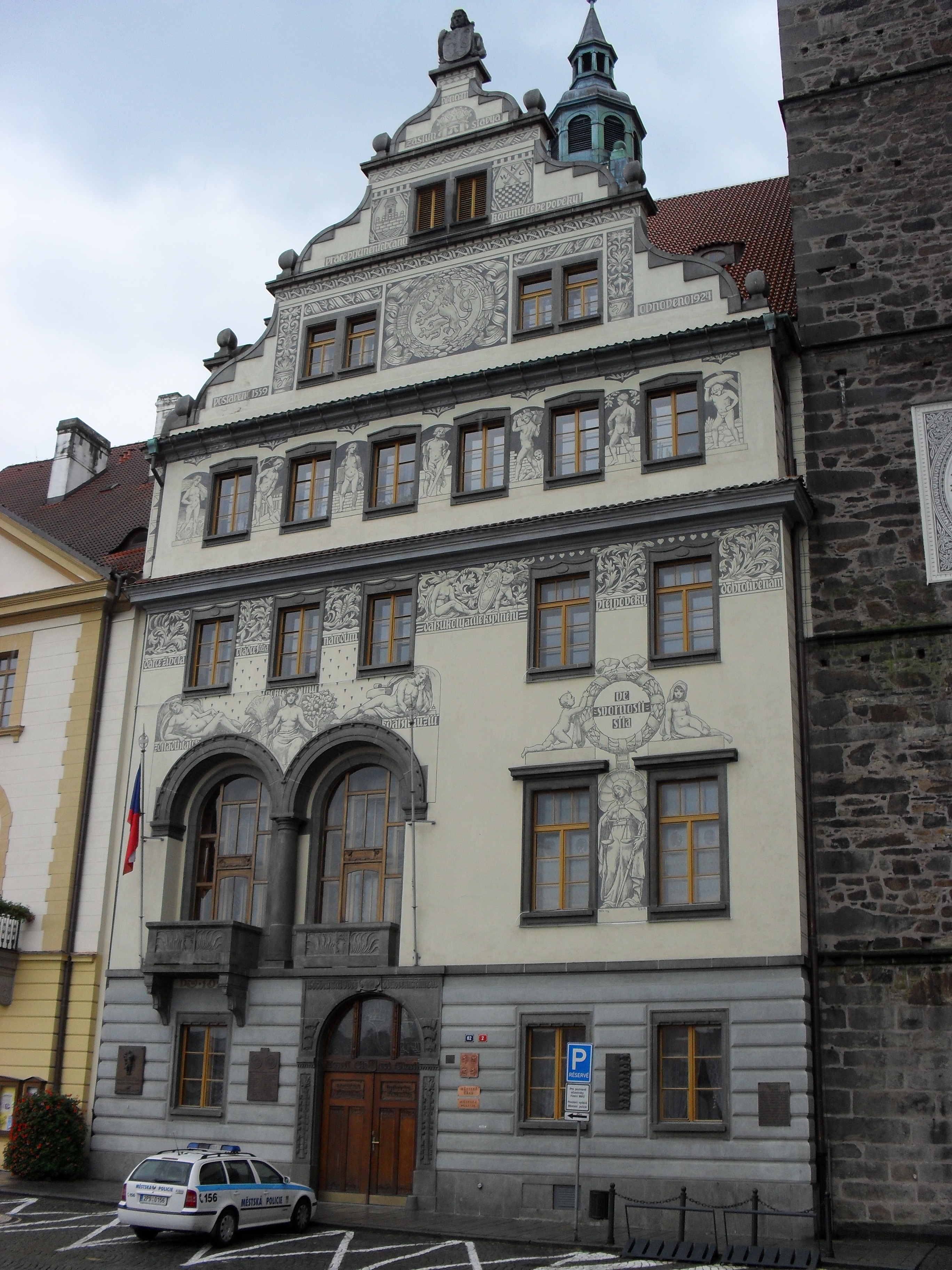
Radnice města Klatovy

Klatovy byly dříve okresním městem (již za první republiky soudní i politický okres), v současnosti obcí s rozšířenou působností a pověřeným obecním úřadem. Okres Klatovy ale stále existuje a skládá se ze 94 obcí, správní obvod obce s rozšířenou působností z 44 obcí. Ačkoli okresy již zůstaly jen statistickými jednotkami, stále zde působí Okresní soud v Klatovech spolu s příslušným okresním státním zastupitelstvím (za první republiky zde byl i krajský soud). Sousedními obcemi sídla jsou Dolany, Týnec, Kolinec, Mochtín, Předslav, Plánice, Ostřetice, Lomec, Švihov, Vrhaveč, Bolešiny, Obytce, Poleň, Myslovice, Bezděkov, Běšiny a Chlistov.

## Průmysl
Dnes je nejvýznamnějším průmyslovým odvětvím v Klatovech potravinářství – působí zde mlékárna, pekárny a cukrárny, drůbežářské závody, rybářství nebo pivovar. Masokombinát fungoval do února roku 2010 a byl druhým největším zpracovatelem masa v Plzeňském kraji. Areál nakonec prodal jeho vlastník, Xaverov a.s., místní výrobní firmě, která ho přestavuje. Rozsáhlý strojírenský podnik Škoda Klatovy zanikl v roce 2002, jeho areál byl asanován a na jeho pozemku bylo postaveno obchodní centrum, které nese nostalgický název Škodovka.
Zastoupen je průmysl dřevozpracující (pila a výrobna nábytku TVAR) a optika (firma Rodenstock – výroba brýlových obrub a brýlových čoček, v Klatovech se však vyrábí jen brýlové čočky – minerální a plastové; firma Wilens – výroba kontaktních čoček). Je zde i několik stavebních firem. Jednou z těch největších je Klatovská stavební společnost.

## Doprava

### Silniční doprava
Klatovy jsou významnou silniční křižovatkou, tranzitní doprava je z města odvedena pomocí soustavy obchvatů, které město obchází ze tří světových stran. Nejvýznamnější je mezinárodní silnice E53 vedoucí v trase silnice I/27 z Mostu přes Plzeň na hraniční přechod Železná Ruda. Silnice I/22 měla před vybudováním obchvatu s I/27 společný úsek v Tyršově ulici. Je na silnici I/27 přibližně kolmá a vede v trase Domažlice – Klatovy – Strakonice – Vodňany.  

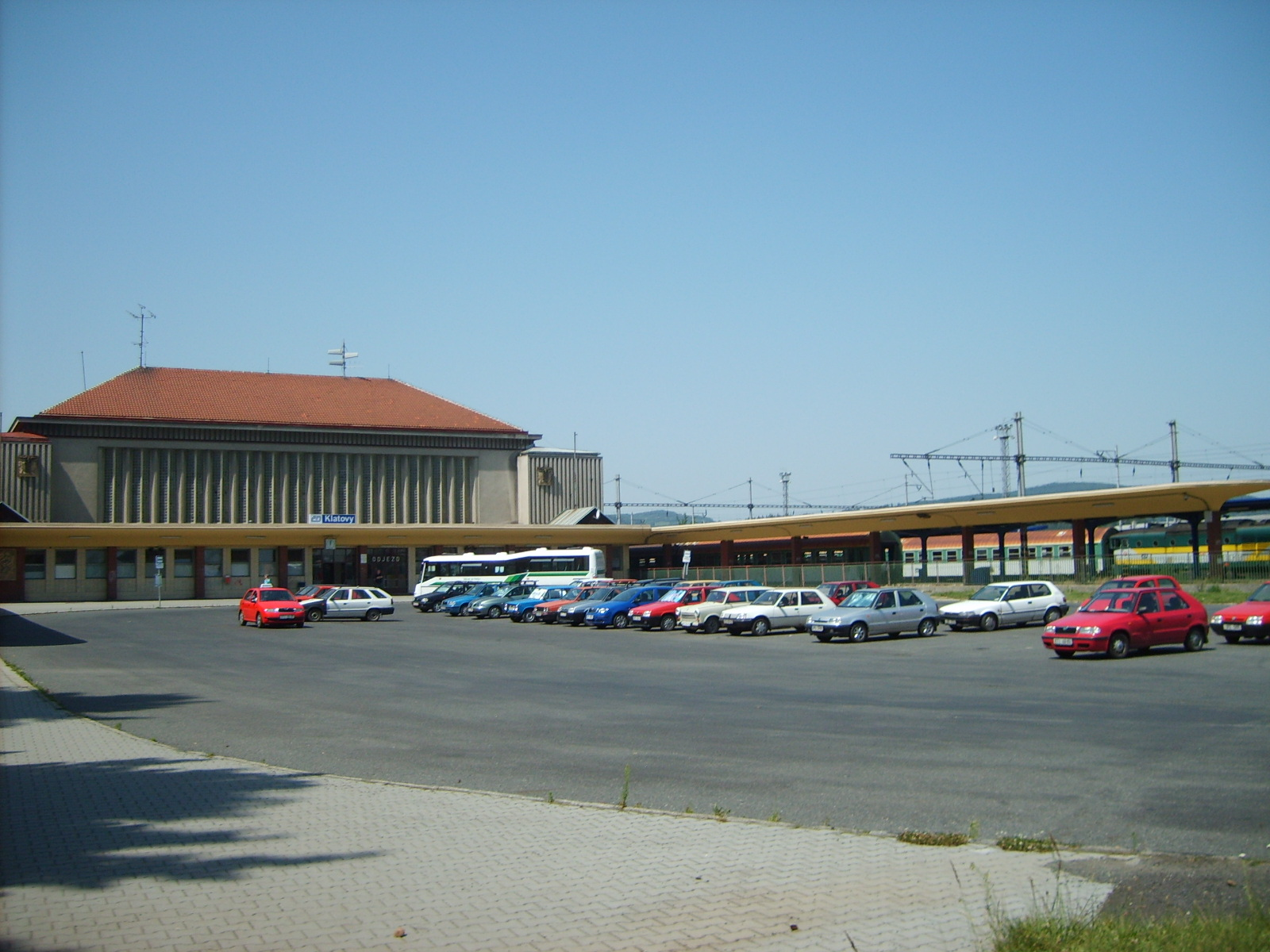
Budova nádraží a rozsáhlý přednádražní prostor z roku 1959

Na tyto komunikace navazují také silnice II. třídy. Silnice II/185 spojuje Staňkov s Klatovy, navazuje na ni silnice II/186 směrem do Plánice. Silnice II/191 má význam pro spojení Klatov s městy Janovice nad Úhlavou, Nýrsko a hraničním přechodem Svatá Kateřina/Neukirchen beim Heiligen Blut. Na druhé straně tato silnice z Klatov vychází severovýchodním směrem na Nepomuk na jižním Plzeňsku a Rožmitál pod Třemšínem na Příbramsku.

### Železniční doprava
Ve městě se setkávají dvě jednokolejné železniční tratě. Trať Plzeň – Klatovy – Železná Ruda má velký význam pro dopravu na Šumavu a jsou po ní vedeny také rychlíky a spěšné vlaky. V roce 1996 na ní byla v úseku Plzeň–Klatovy provedena modernizace a elektrifikace. Trať Horažďovice předměstí – Domažlice je regionálního významu. Vede v trase Domažlice – Kdyně – Janovice nad Úhlavou – Klatovy – Sušice – Horažďovice. Současné nádraží zahájilo provoz v roce 1959. Má dvě oddělená nástupiště, přístupná z odbavovací haly podchodem. Ve městě se nachází celkem pět železničních stanic: Klatovy, Klatovy město, Točník, Dehtín a Luby u Klatov.

### Autobusová doprava

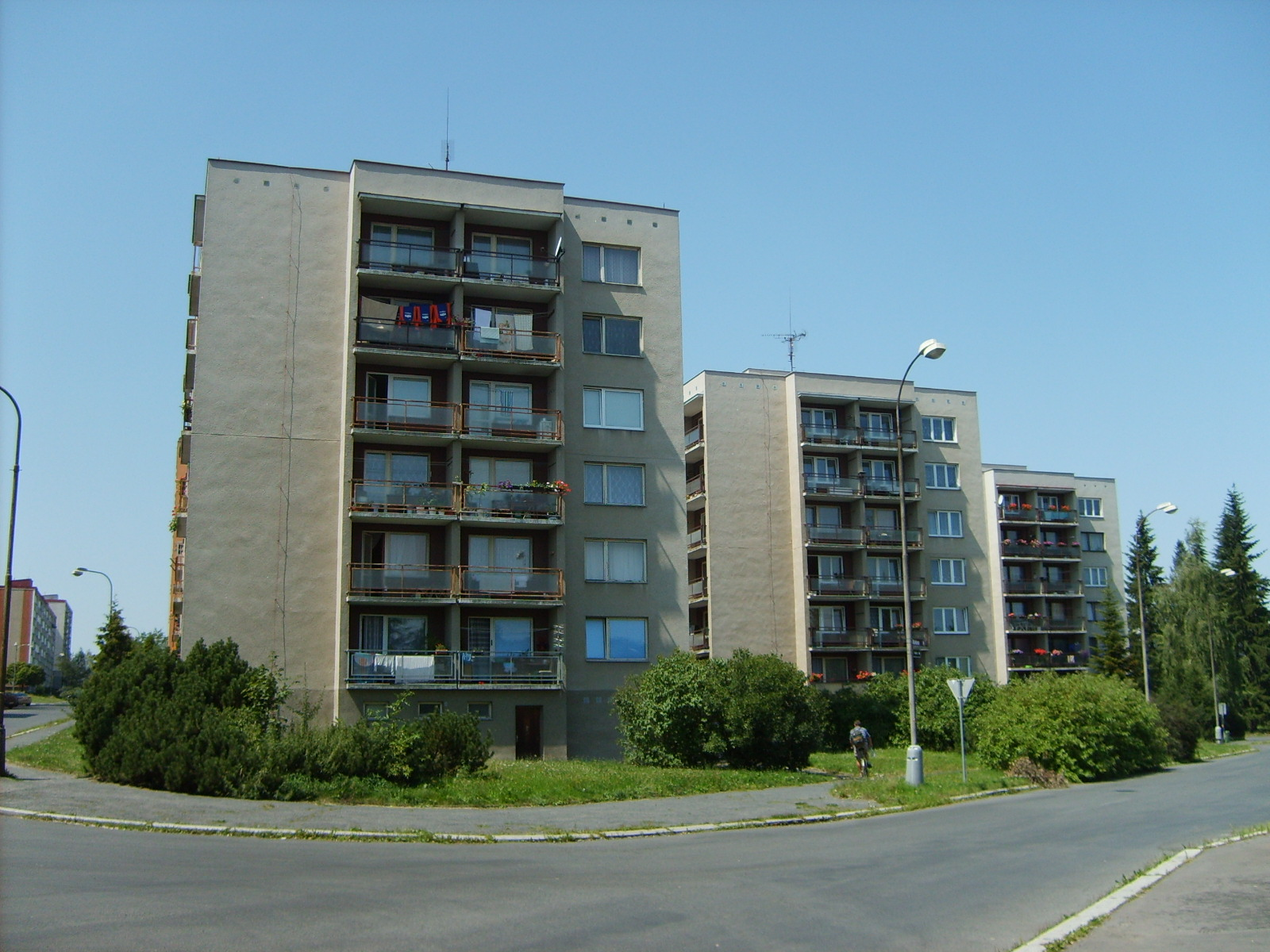
Paneláky z počátku sedmdesátých let 20. století v Hlávkově ulici u autobusového nádraží

Regionální a dálková autobusová doprava využívá rozsáhlé autobusové nádraží ze sedmdesátých let 20. století nedaleko nádraží železničního, kde je plánována stavba přestupního terminálu. Významná je také autobusová zastávka Tylovo nábřeží umístěná blíže k centru města. Regionální autobusovou dopravu zajišťuje společnost Arriva Střední Čechy
V provozu je městská hromadná doprava. Zajišťuje ji Klatovská dopravní společnost na 4 linkách:
- 1 – Nádraží – Pod nemocnicí – náměstí Míru – Luby
- 2 – Nádraží – Podhůrecká – (Pod nemocnicí) – náměstí Míru – Plánická
- 3 – Luby – Plánická – náměstí Míru – Pod nemocnicí – Podhůrecká – Městské lázně
- 4 – (Koldinova) – Nádraží – (Podhůrecká) – Pod nemocnicí – (náměstí Míru) – Plánická – Luby

Všechny autobusové a železniční linky a zastávky na území města jsou součástí systému Integrované dopravy Plzeňského kraje.

## Sport

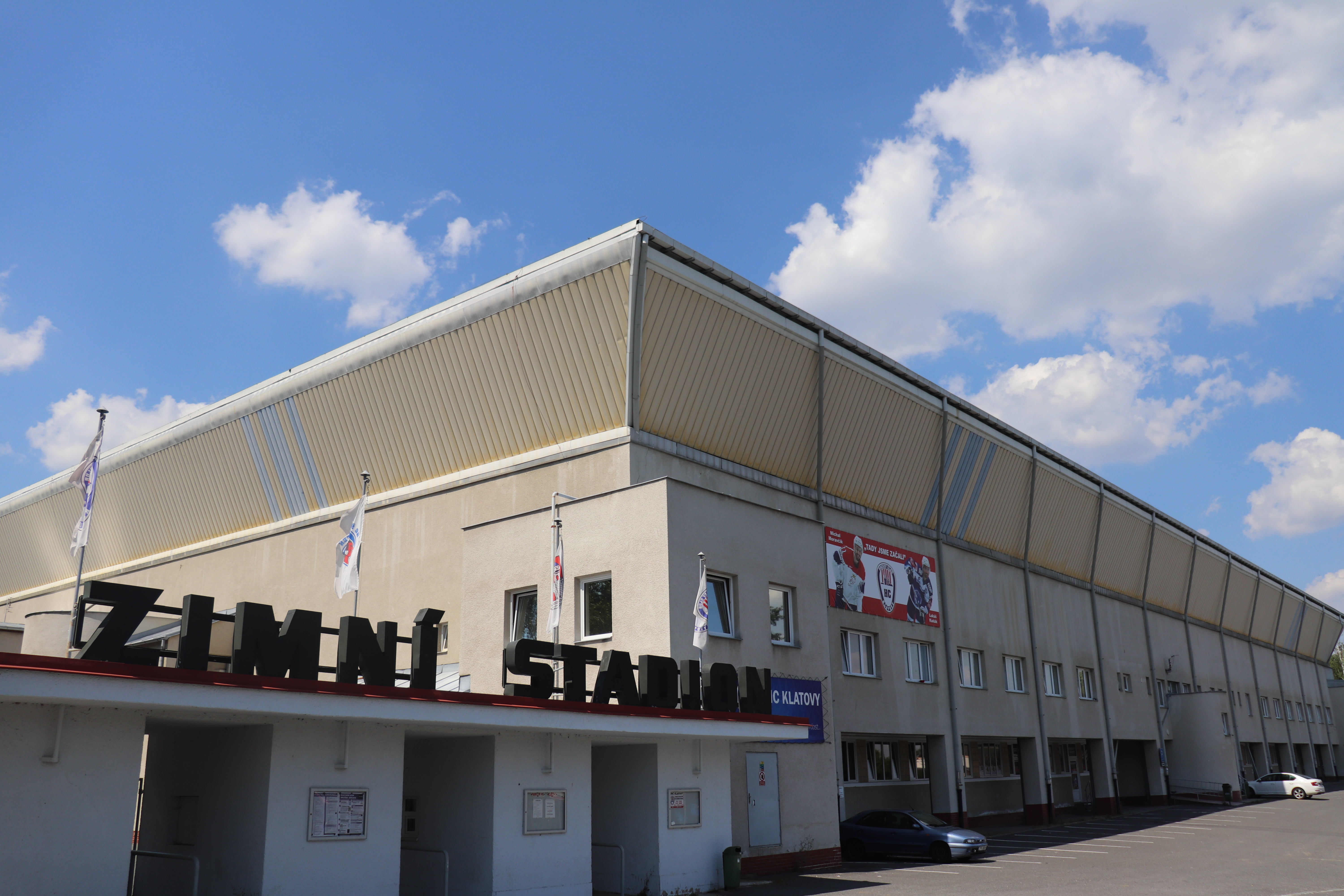
Zimní stadion Klatovy

V Klatovech startuje cyklistický závod Král Šumavy, v květnu pro horská kola (MTB), v září pro silniční kola (ROAD). Počátkem července se zde každoročně koná šachový turnaj O pohár města Klatov. Dále se zde na jaře jezdí Rallye Šumava. Od roku 2024 je Pošumavský autoklub spolupořadatelem Středoevropské rallye, která se jezdí na silnicích v okolí Klatov. Ve městě je zimní stadion, bazén, koupaliště a mnohá hřiště pro různé sporty.
Již od roku 1974 pořádá zdejší Gymnázium Jaroslava Vrchlického dálkový pochod – Gymnaziální padesátka. V posledních letech je tato sportovní událost tradičně pořádána v druhé polovině dubna na 4 trasách pro pěší a cyklisty. Trasy jsou koncipovány tak, že tvoří postupně se prodlužující smyčky orientované podél jedné směrové osy se společným začátkem a cílem u budovy gymnázia. Nejprve bylo pět ročníků do pěti různých směrů a po pěti letech se cyklus opakoval. V  roce 2005 byla pro třicátý ročník přichystána nová série do doposud málo využitého prostoru kolem Strážova a Janovic. Proto ten, kdo absolvuje bez přerušení šest za sebou jdoucích ročníků, bude okolí Klatov znát opravdu dobře.
V Klatovech působí SK Klatovy 1898, fotbalový klub hrající divizi A. Jedná se o jeden z nejstarších fotbalových klubů v Česku. Sídlí zde také HC Klatovy, český klub ledního hokeje, který od sezóny 2001/02 působil ve 2. lize, třetí české nejvyšší soutěži ledního hokeje. Od ročníku 2023/2024 působí v krajské lize mužů Plzeňského a Karlovarského kraje.

## Pamětihodnosti

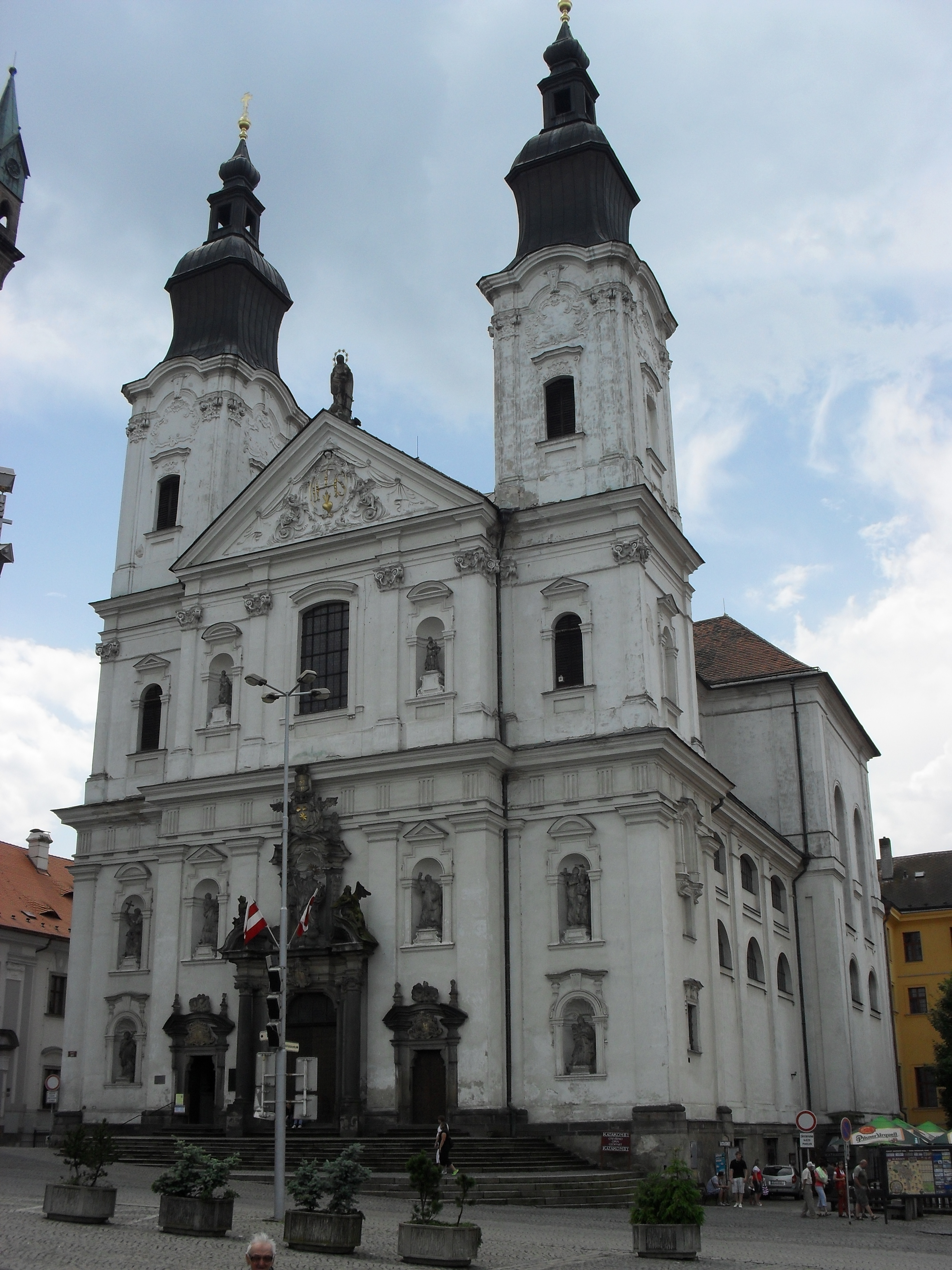
Kostel Neposkvrněného početí Panny Marie a svatého Ignáce

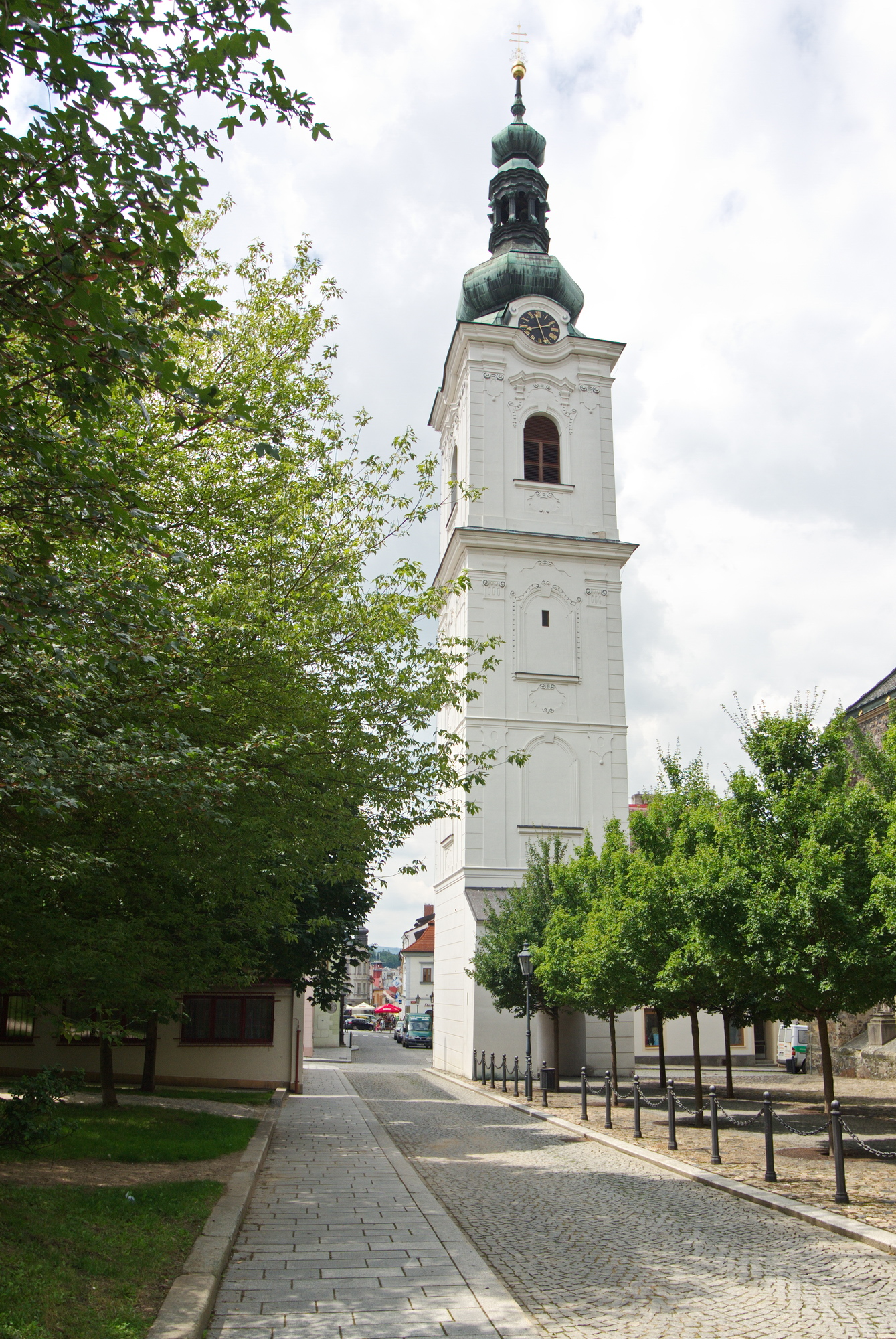
Bílá věž

Dominantou města je Černá věž. Autorem věže vysoké 81,6 metrů je Antonius de Salla. Byla postavena v letech 1547 až 1557 za účelem vytvořit symbol bohatství a také jako místo, z něhož bylo možné přehlédnout celé město a zamezit tak požárům. Na věži je zavěšen zvon jménem Bartoloměj Ondřej, lidově zvaný „Vondra“ (3915 kg, průměr 195 cm). Zvon ulil roku 1759 italský zvonař Peter Antonius Jacomini a na věž zavěsil v roce 1760. Odlití provedl hned vedle věže v zemi na nádvoří jezuitské koleje, poté, co předchozí zvon (též zvaný Bartoloměj Ondra) se roztavil při požáru 1758. Říká se, že po tomto ničivém požáru byla věž tak ožehnuta sazemi, že jí lid klatovský od té doby začal říkat „Černá“. Na věž navazuje budova radnice. Postavena byla roku 1557, ale prodělala mnoho stavebních úprav, naposled v letech 1923 až 1925 do novorenesančního slohu. Na přestavbě se podílel architekt Josef Fanta, sochaři Čeněk Vosmík a František Rous a malíři L. Novák a J. Čejka.
Další dominantní památkou je barokní jezuitský kostel Neposkvrněného početí Panny Marie a svatého Ignáce. Jeho stavba započala roku 1656 pod vedením architekta Carla Luraga, ale na dokončení se podílel i architekt Giovanni Domenico Orsi. Kostel se drží klasické koncepce jezuitů – má půdorys latinského kříže a kopuli nad křížením ramen. Vnějšek kostela reprezentují barokní portály Kiliána Ignáce Dienzenhofera. Pod kostelem se nacházejí klatovské katakomby, podzemní prostory určené k pohřbívání jezuitů i osob, které nebyly členy řádu. Pohřbívalo se v nich, dokud to patent císaře Josefa II. roku 1783 nezakázal. Katakomby mají důmyslný větrací systém, který umožňuje udržovat optimální teplotu pro konzervaci mumifikovaných těl. Dnes je jich zachovalých kolem třiceti.
Kostel je součástí rozsáhlého jezuitského komplexu, do něhož dále patří jezuitská kolej (dnes sídlo Městské knihovny Klatovy, Městského ústavu sociálních služeb Klatovy a kanceláří některých odborů městského úřadu), jezuitský seminář s kaplí svatého Josefa (v současné době se připravuje rekonstrukce) a budova jezuitského gymnázia.
Na hlavním náměstí lze nalézt barokní lékárnu „U Bílého jednorožce“, v níž je dnes muzeum dokumentující vývoj lékárnictví od roku 1776 až do roku 1966, kdy samotná lékárna ukončila svoji činnost. V jejím sousedství se nachází galerie U Bílého Jednorožce.
Kousek východně od náměstí je kostel Narození Panny Marie ze 13. století, který byl několikrát přestavěn a rozšířen. Je zde i obraz Panny Marie Klatovské, která chová v klíně malého Ježíše. U kostela byla postavena zvonice, nazývaná Bílá věž. Její výška je 60 metrů. Pochází z roku 1581, po ničivém městském požáru roku 1758 byla při opravě zvýšena o další patro a překryta cibulovou bání, do níž byl vsazen zvon Maria (průměr 129 cm) od zvonaře P. A. Jakominiho. V roce 1850 přibyl zvon o váze 42 centů od pražského zvonaře Bellmana, který byl za první světové války v roce 1917 roztaven. Další dva zvony přibyly až roku 1930, a to zvon Václav a Pavel.
V centru města je ještě dominikánský kostel sv. Vavřince, jenž byl postaven v letech 1694 až 1709 klatovským stavitelem italského původu Marcem Antoniem Gilmettim. Historické centrum stále na několika místech obepínají fragmenty městského opevnění.
Na začátku ulice Palackého se nachází kaple Zjevení Panny Marie „Chaloupka“. Postavena byla v roce 1696 na místě chaloupky, ve které byl uchováván obraz Panny Marie. V blízkosti centra města je také Vlastivědné muzeum Dr. Hostaše, které dokumentuje vývoj města už od pravěku. Významnými klatovskými památkami je též židovský hřbitov na Pražském předměstí, krematorium z roku 1985 tamtéž nebo křížová cesta v severní části města na Křesťanském vrchu. Památná je i nádražní budova od architekta Josefa Dandy.
Také v některých místních částech Klatov se nachází zajímavé stavby. V Lubech, Tupadlech, Drslavicích a Štěpánovicích stávaly gotické tvrze. Zachovány jsou dosud v Lubech a Štěpánovicích, v Tupadlech a Drslavicích zbyly už jenom zbytky zdiva a obranných valů. V Otíně stojí empírový zámeček, ve kterém pobýval František Palacký a pracoval zde na svém díle Dějiny národu českého v Čechách a v Moravě.

## Moderní stavby
- Poesiomat – v parku za Černou věží
- PASK – Pavilon skla (PASK), výstavní pavilon v zahradě u Vlastivědného muzea Karla Hostaše. Po přestavbě v roce 2014 získala stavba národní cenu za architekturu pro rok 2015 a titul stavba roku Plzeňského kraje 2015.[18]

## Osobnosti

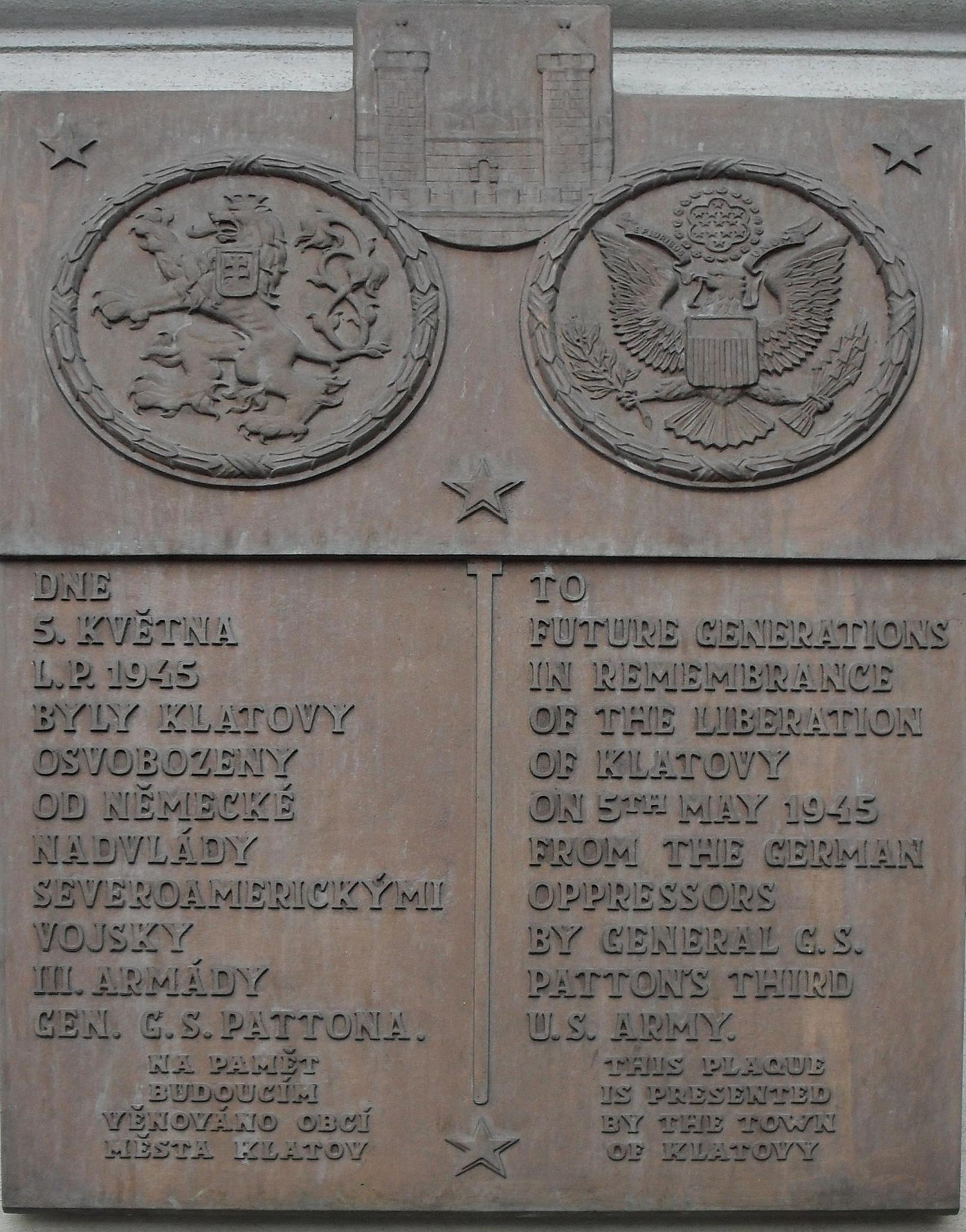
Památník na osvobození americkou armádou

- Karel Slavoj Amerling (1807–1884), místní rodák; pedagog, lékař a botanik
- Bohuslav Balbín (1621–1688), literát, historik, kněz, zeměpisec a pedagog; působil ve zdejší jezuitské koleji, sepsal zde dílo Obrana jazyka českého
- František Belfín (1923–1997), místní rodák; hudební skladatel a dirigent
- Jiří Bílek (1919–2011), místní rodák; propagátor vážné hudby, dirigent, krátce místostarosta, čestný občan města Klatovy
- Jan Čapek (2. pol. 14. století – 1. pol. 15. století), spisovatel a kněz, působil jako farář v Klatovech
- Josef Dobrovský (1753–1829), studoval na zdejším gymnáziu; kněz, filolog a historik
- Jan Václav Flaška (1708/9–1783), skladatel, regenschori klatovského děkanského kostela v letech 1739–1783
- Karel Fleischmann (1897–1944), lékař, spisovatel, kreslíř a grafik, místní rodák
- Petr Frydrych (* 1988), místní rodák; oštěpař
- Josef Hais Týnecký (1885-1964), spisovatel a novinář
- Josef Hlávka (1831–1908), architekt, stavitel a největší český mecenáš
- Karel Hostaš (1854–1934), právník, vlastivědný pracovník, archeolog, regionální historik a politik, starosta města a okresu, zakladatel klatovského muzea
- Jan Janák (1871–1942),  skladatel a sbormistr
- Jaromír John (1882–1952), místní rodák; spisovatel, novinář, učitel, výtvarný estetik, výchovný pracovník a výtvarný kritik
- Josef Klička (1855–1937), místní rodák; houslista, varhaník, hudební skladatel, dirigent a pedagog
- Alois Klíma (1905–1980), místní rodák; dirigent
- Ester Kočičková (* 1968), místní rodačka; zpěvačka, textařka a moderátorka
- Pavel Kristián z Koldína (1530–1589), místní rodák, působil na pražské univerzitě
- Václav Matěj Kramerius (1753–1808), spisovatel a nakladatel (studoval na zdejším gymnáziu)
- Jan Krejčí (1825–1887), místní rodák; geolog a pedagog
- Jan Kučera (dirigent) (* 1977), dirigent, skladatel a klavírista
- Jaroslav Kvapil (1868–1950), studoval na zdejším gymnáziu; básník a divadelník
- Sebastian Labe (1634–1710), jezuita, latinský básník, pobýval a zemřel v jezuitské koleji v Klatovech[19]
- Alois Mašek (1859–1912), lékař a politik, starosta města a poslanec zem. sněmu
- Quido Matoušek (1888–1951), místní rodák, československý legionář, důstojník československé armády
- Vojtěch Mayerhofer (1845–1899), místní rodák; novinář a redaktor encyklopedií
- Lubor Niederle (1865–1944), místní rodák; slavista, antropolog, etnolog, archeolog a muzejník
- Roman Pavlík (* 1976), místní rodák; fotbalista
- Václav Sedláček (1839–1894), místní rodák; právník a politik, poslanec zemského sněmu
- Antonín Schauer (1864–1940), advokát a politik, poslanec zem. sněmu
- Jiří Suchý (* 1931), zpěvák, textař a básník
- Adolf Šlégl (1855–1933), pedagog, archeolog, dramatik, publicista a osvětový pracovník
- Karel Boleslav Štorch (1812–1868), místní rodák; obrozenecký spisovatel a novinář
- Josef Franta Šumavský (1796–1857), studoval na zdejším gymnáziu; obrozenecký spisovatel, pedagog a autor slovníků
- Josef Thomayer (1853–1927), studoval na zdejším gymnáziu; lékař, profesor vnitřního lékařství
- Martin Ticháček (* 1981), místní rodák; fotbalista
- Miroslav Vaic (1946–2025), místní rodák, filmový a televizní scenárista, autor rozhlasových her, novinář
- Ferdinand Vaněk (1849–1939), malíř, středoškolský profesor a vlastivědný pracovník
- Otakar Vočadlo (1895–1974), lingvista
- Jaroslav Vrchlický (1853–1912), studoval na zdejším gymnáziu; spisovatel, básník, dramatik a překladatel
- Jaroslav Kuneš (* 1939), herec a dabér.
- Jan Lhoták (* 1982), historik, doktor na Západočeské univerzitě.

## Partnerská města
Partnerskými městy Klatov jsou:
- Cham, Německo
- Poligny, Francie

## Galerie

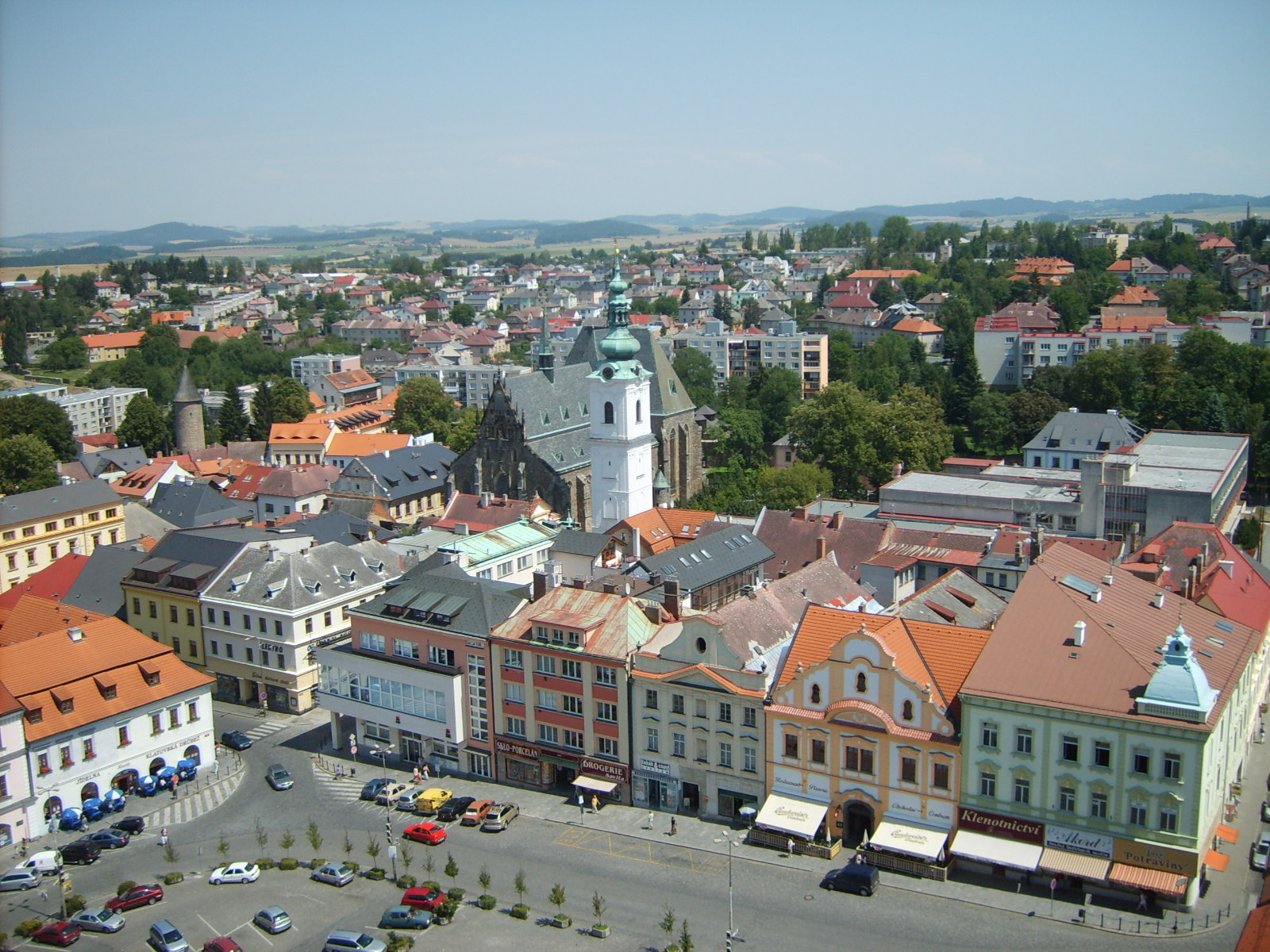
Severovýchodní pohled z radniční věže: Bílá věž a arciděkanský kostel Panny Marie
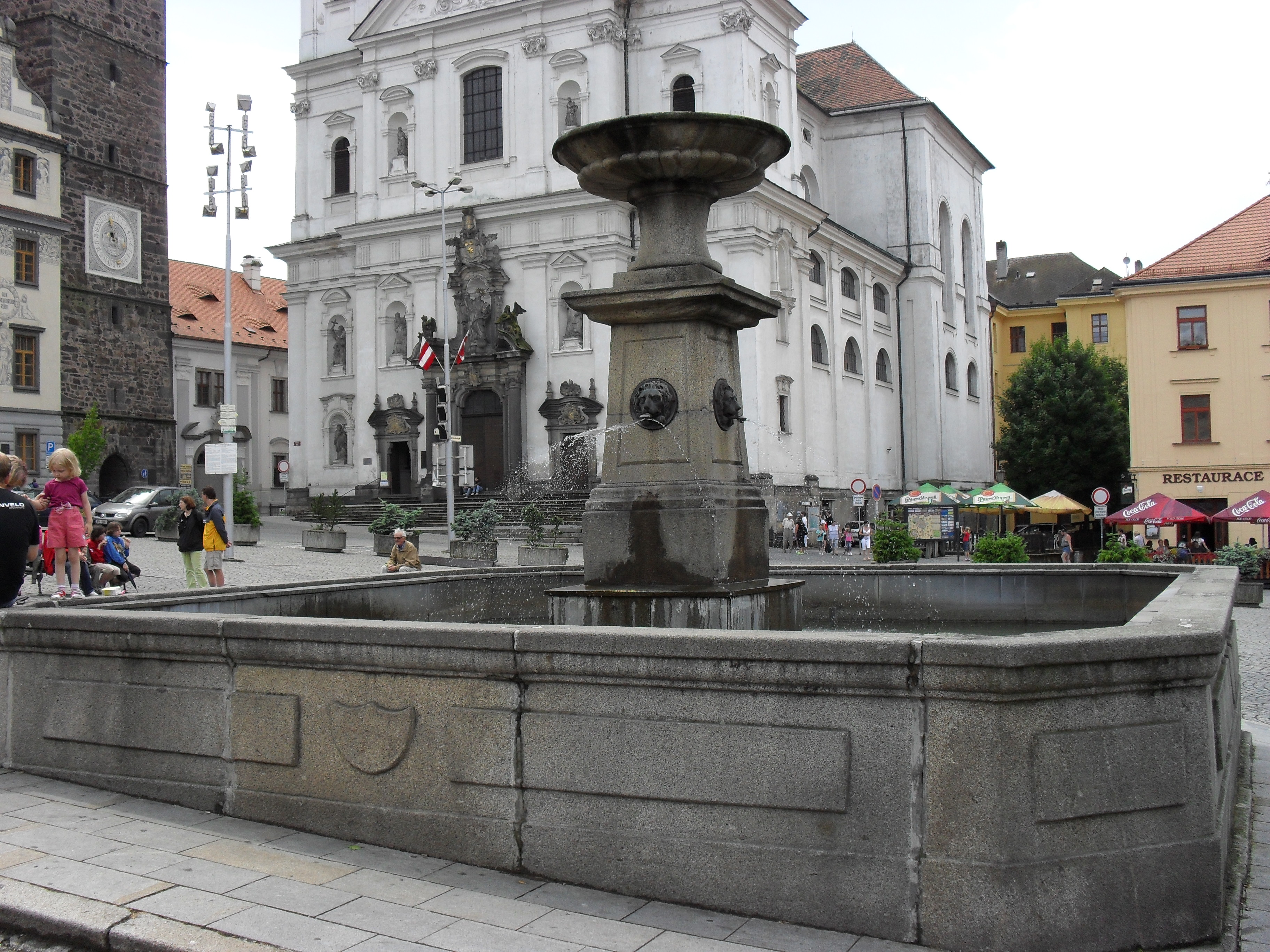
Kašna na náměstí Míru
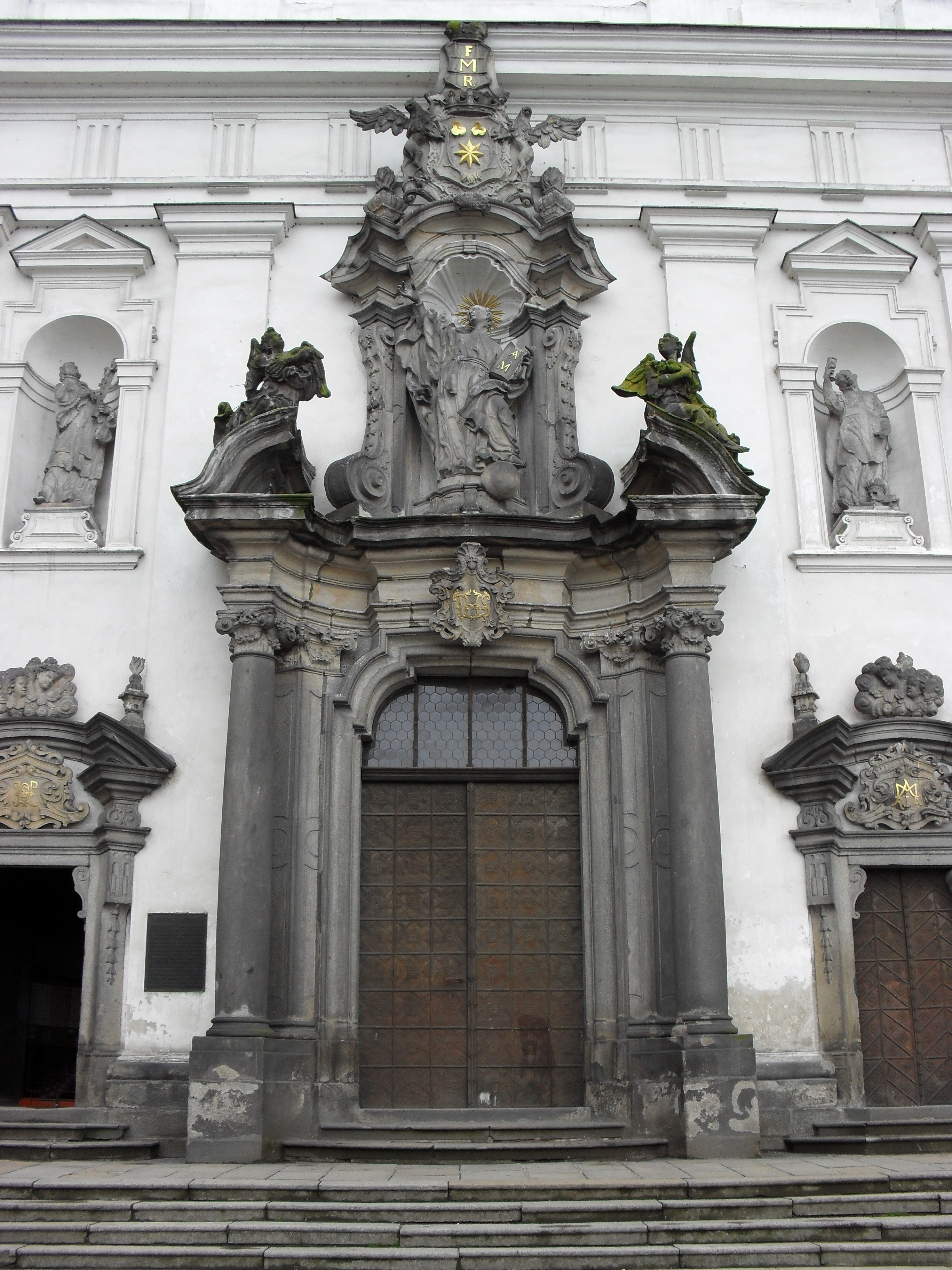
Vstup do jezuitského kostela
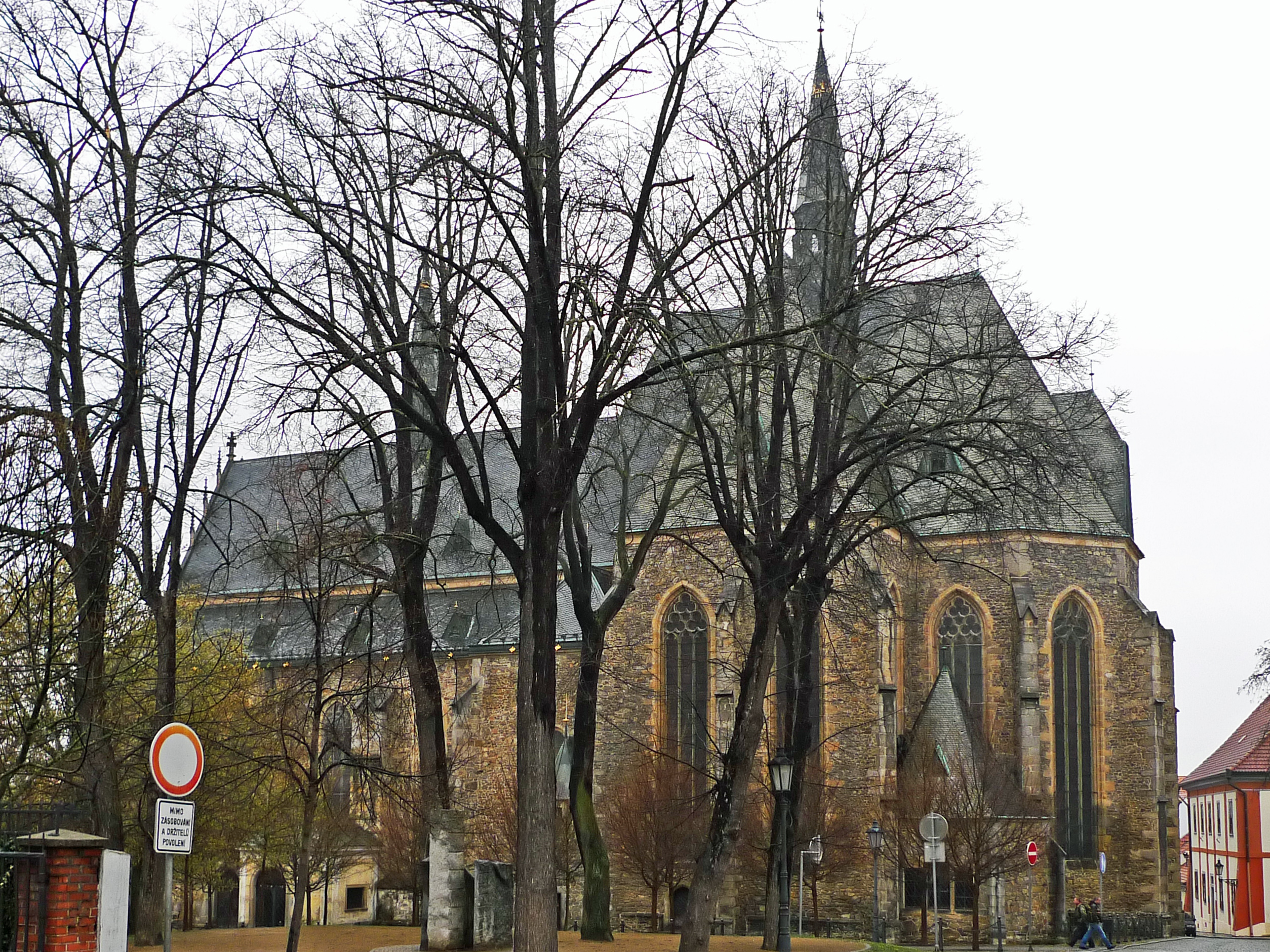
Kostel Narození P. Marie
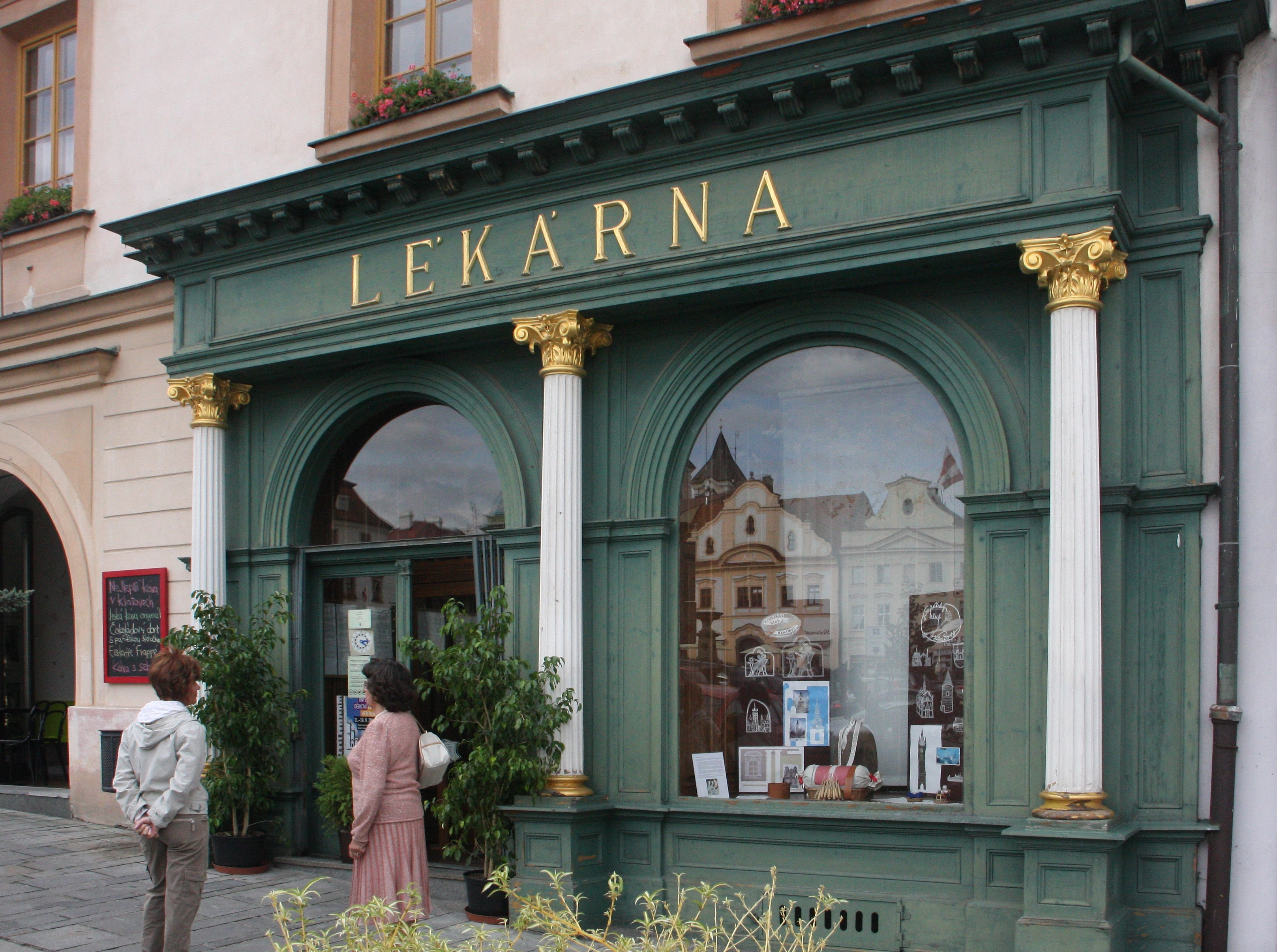
Barokní lékárna „U Bílého jednorožce“
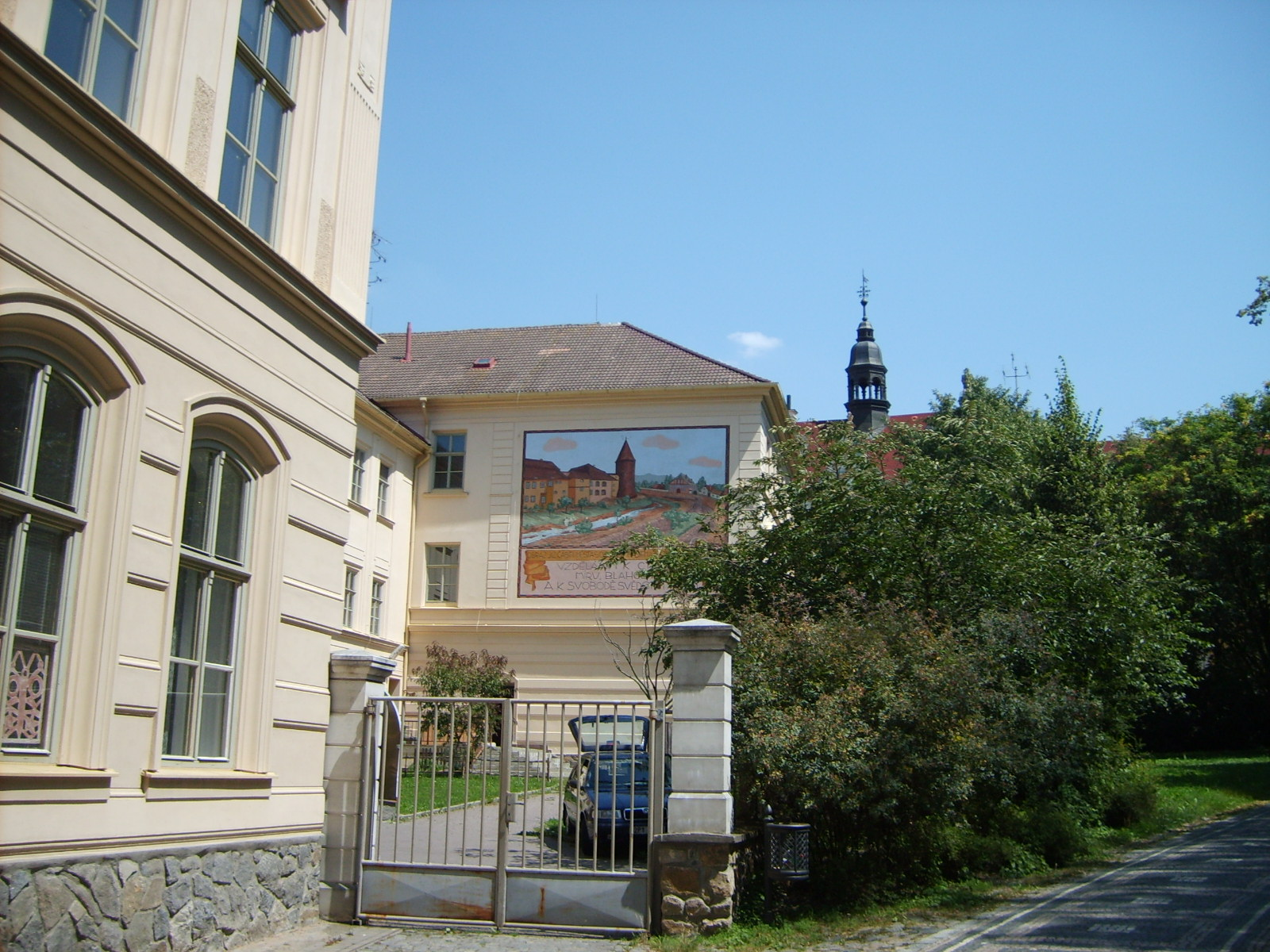
Secesní „okresní dům“ z roku 1905
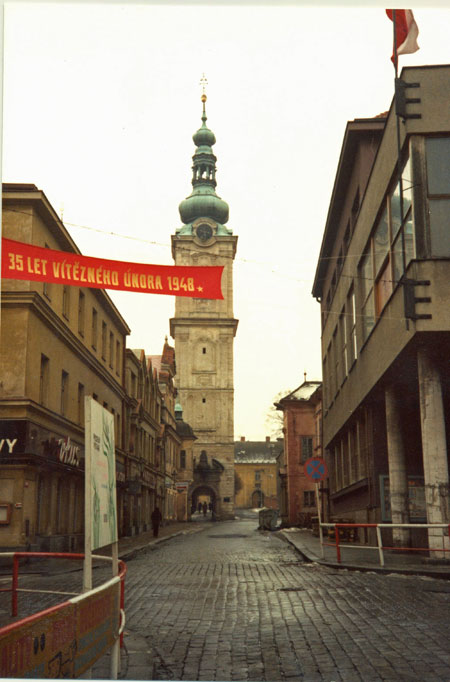
Zanedbaný střed města v dobách komunismu (1983)
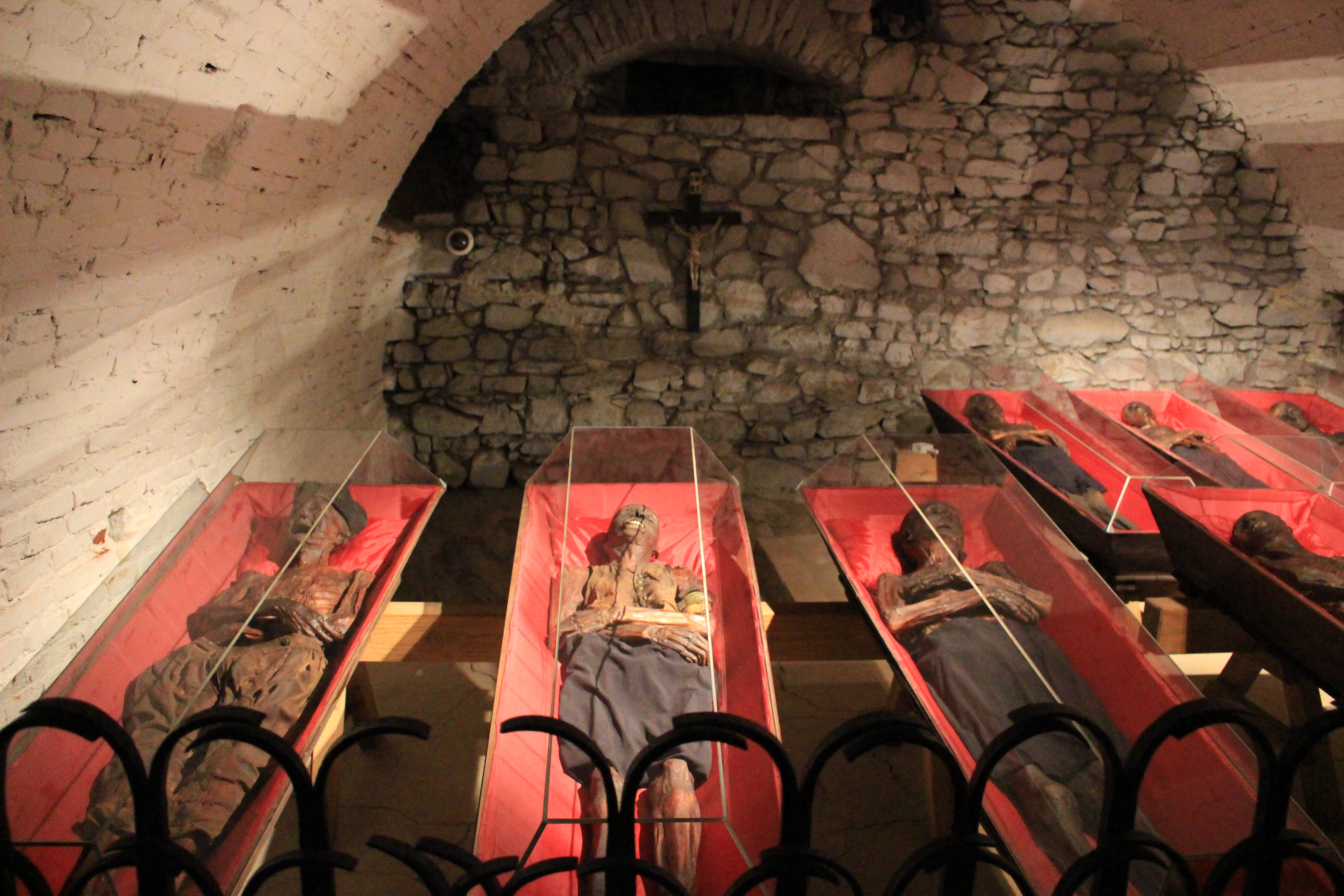
Klatovské katakomby
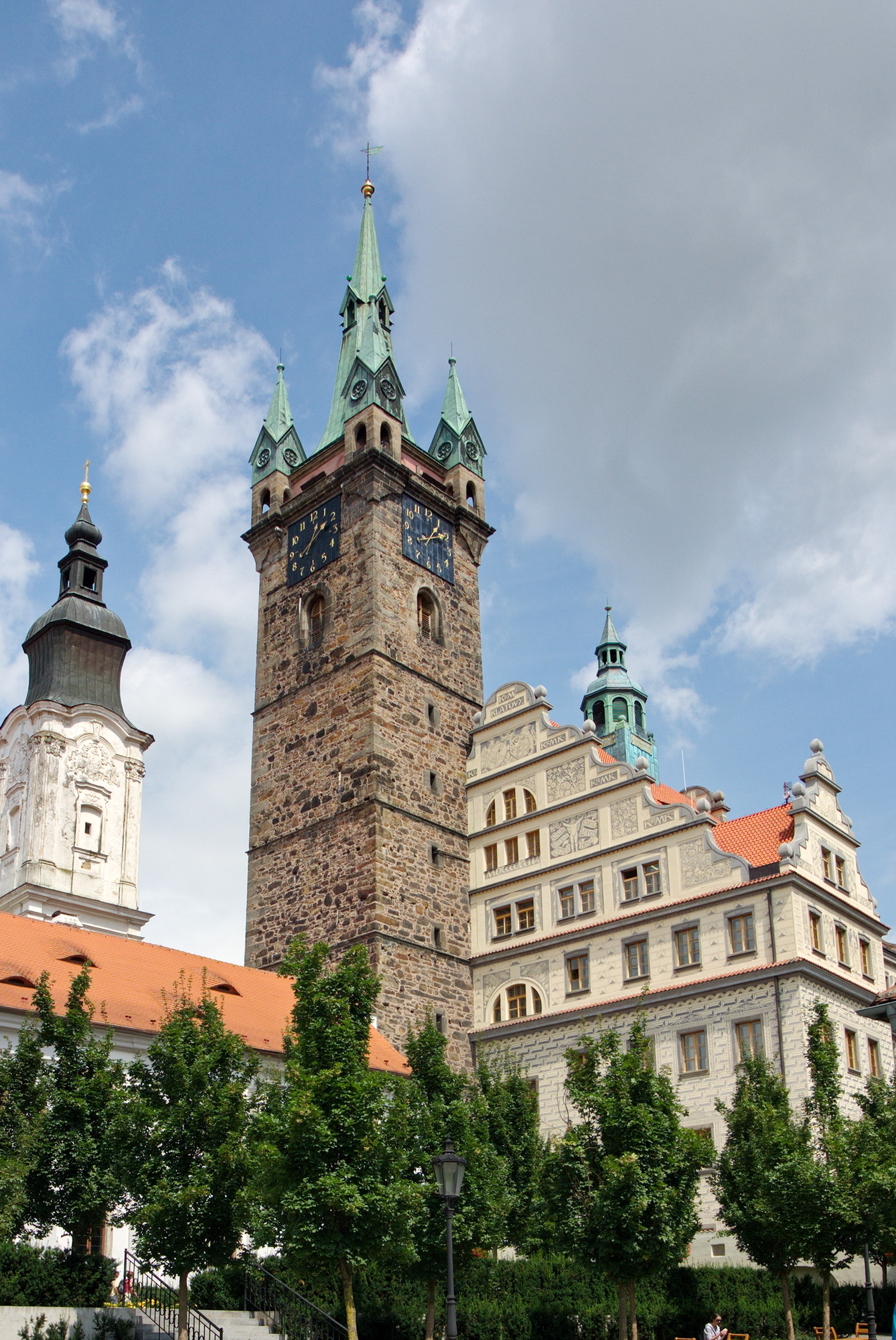
Černá věž
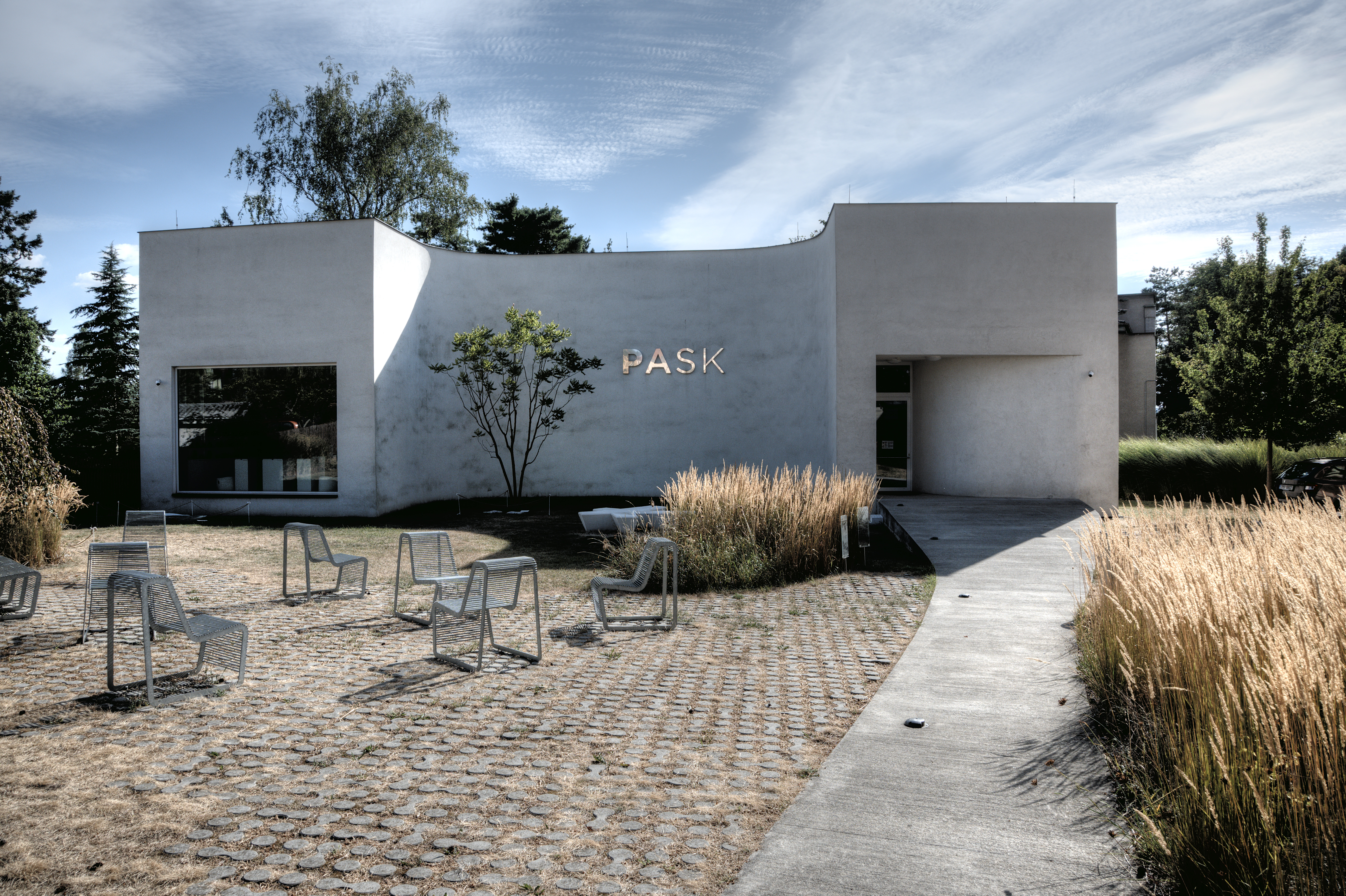
Pavilon skla - PASK